# Zoo Berlín
Zoo Berlín je nejstarší a jedna z největších zoologických zahrad v Německu.
Zoo byla otevřena 1. srpna 1844. První druhy zvířat daroval pruský král Fridrich Vilém IV. ze zvěřince a voliéry Tiergarten. Během druhé světové války byla zahrada zcela zničena. Přežilo pouze 91 zvířat. V současné době je v zoo umístěno téměř 14 000 zvířat od 1 500 různých druhů. Vše se nachází na 35 hektarech v historických klecích. Všechna zvířata jsou umístěna v kotcích, kde byly vytvořeny podmínky odpovídající jejich přirozenému prostředí.                          
Díky akváriu vykazuje berlínská zoologická zahrada největší biologickou rozmanitost mezi zoo na světě. 